# Mistrovství světa juniorů v ledním hokeji 2008
Mistrovství světa juniorů v ledním hokeji se na přelomu let 2007 a 2008 konalo na území České republiky v Pardubicích a Liberci.
Minulé pořadatelství MS Juniorů v České republice hostily v roce 2002 města Pardubice a Hradec Králové.

## Stadiony
| Pardubice                            | Liberec                                  |
| ------------------------------------ | ---------------------------------------- |
| ČEZ Arena Kapacita: 10 194 17 zápasů | Tipsport Arena Kapacita: 7 500 14 zápasů |
|                                      |                                          |

## Hrací formát turnaje
Ve dvou základních skupinách hrálo vždy pět týmů každý s každým. Vítězství se počítalo za tři body, v případě nerozhodného výsledku si oba týmy připsaly bod a následovalo 5 min. prodloužení a samostatné nájezdy. Tato kritéria rozhodla o držiteli bonusového bodu.
Vítězové základních skupin postoupili přímo do semifinále, druhý a třetí tým ze skupiny sehrály čtvrtfinálový zápas. Čtvrté a páté týmy z obou skupin se utkaly ve skupině o udržení, ze které sestoupily dva týmy. Také se hrál zápas o páté a třetí místo, ve kterých se střetli poražení z play-off.
V play-off se v případě nerozhodného výsledku prodlužovalo deset minut, případně následovala trestná střílení.

## Základní skupiny

### Základní skupina A
| Tým          | Z | V | VP | PP | P | GS | GI | B  |
| ------------ | - | - | -- | -- | - | -- | -- | -- |
| 1. Švédsko   | 4 | 4 | 0  | 0  | 0 | 22 | 9  | 12 |
| 2. Kanada    | 4 | 3 | 0  | 0  | 1 | 12 | 5  | 9  |
| 3. Česko     | 4 | 2 | 0  | 0  | 2 | 12 | 11 | 6  |
| 4. Slovensko | 4 | 1 | 0  | 0  | 3 | 9  | 14 | 3  |
| 5. Dánsko    | 4 | 0 | 0  | 0  | 4 | 7  | 23 | 0  |

Rozlosování
| 26. prosinec, 2007 16:00 | Švédsko | 4–3 | Slovensko | ČEZ Arena Diváků: 7,692 |
|                          | Švédsko |     | Slovensko |                         |

| Souhrn zápasu | Souhrn zápasu                                                                                         | Souhrn zápasu | Souhrn zápasu                                                 | Souhrn zápasu |
| ------------- | --- | ------------- | ------------------------------------------------------------- | ------------- |
|               | Robin Figren 10:20 (SH1) Patrik Berglund 16:14 (PP1) Robin Figren 48:05 (PP1) Johan Alcén 55:03 (PP1) |               | Milan Bališ 02:10 (PP2) Ivan Roháč 48:56 Tomáš Marcinko 50:15 |               |

| 26. prosinec, 2007 20:00 | Česko | 0–3 | Kanada | ČEZ Arena Diváků: 10,057 |
|                          | Česko |     | Kanada |                          |

| Souhrn zápasu | Souhrn zápasu | Souhrn zápasu | Souhrn zápasu                                                             | Souhrn zápasu |
| ------------- | ------------- | ------------- | ------------------------------------------------------------------------- | ------------- |
|               |               |               | John Tavares 31:21 (PP1) Matthew Halischuk 43:57 John Tavares 51:53 (PP1) |               |

| 27. prosinec, 2007 16:00 | Slovensko | 0–2 | Kanada | ČEZ Arena Diváků: 3,657 |
|                          | Slovensko |     | Kanada |                         |

| Souhrn zápasu | Souhrn zápasu | Souhrn zápasu | Souhrn zápasu                        | Souhrn zápasu |
| ------------- | ------------- | ------------- | ------------------------------------ | ------------- |
|               |               |               | Kyle Turris 20:54 (PP2), 53:20 (PP1) |               |

| 27. prosinec, 2007 20:00 | Česko | 5–2 | Dánsko | ČEZ Arena Diváků: 3,260 |
|                          | Česko |     | Dánsko |                         |

| Souhrn zápasu | Souhrn zápasu                                                                         | Souhrn zápasu | Souhrn zápasu                               | Souhrn zápasu |
| ------------- | ------------------------------------------------------------------------------------- | ------------- | ------------------------------------------- | ------------- |
|               | Michael Frolík 00:22, 03:26 (PP1), 13:09 Jakub Sklenář 23:30 Petr Strapáč 51:41 (PP1) |               | Kevin Leder 28:00 Sune Hjulmand 33:09 (PP1) |               |

| 28. prosinec, 2007 18:00 | Dánsko | 1–10 | Švédsko | ČEZ Arena Diváků: 654 |
|                          | Dánsko |      | Švédsko |                       |

| Souhrn zápasu | Souhrn zápasu        | Souhrn zápasu | Souhrn zápasu | Souhrn zápasu |
| ------------- | -------------------- | ------------- | --- | ------------- |
|               | Morten Poulsen 01:06 |               | Oscar Möller 07:19 Tobias Forsberg 09:56 Mikael Backlund 26:20 (SH1), 32:43 (SH1) Tony Lagerström 30:12, 46:29 Robin Figren 34:20 Patrik Berglund 51:58 Magnus Svensson Pääjärvi 52:30 Patrik Lundh 54:25 |               |

| 29. prosinec, 2007 16:00 | Slovensko | 2–5 | Česko | ČEZ Arena Diváků: 10,194 |
|                          | Slovensko |     | Česko |                          |

| Souhrn zápasu | Souhrn zápasu                              | Souhrn zápasu | Souhrn zápasu                                                                               | Souhrn zápasu |
| ------------- | ------------------------------------------ | ------------- | ------------------------------------------------------------------------------------------- | ------------- |
|               | Oliver Ďuriš 38:17 Erik Čaládi (PP2) 52:20 |               | Jakub Sklenář 7:11, 26:10 Michael Frolík 19:59 Daniel Bártek 24:45 Martin Látal 54:27 (SH1) |               |

| 29. prosinec, 2007 20:00 | Kanada | 3–4 | Švédsko | ČEZ Arena Diváků: 8,547 |
|                          | Kanada |     | Švédsko |                         |

| Souhrn zápasu | Souhrn zápasu                                                      | Souhrn zápasu | Souhrn zápasu                                                                             | Souhrn zápasu |
| ------------- | ------------------------------------------------------------------ | ------------- | ----------------------------------------------------------------------------------------- | ------------- |
|               | Brad Marchand 19:05 Shawn Matthias 42:17 Claude Giroux 56:18 (PP2) |               | Eric Moe 45:14 (PP1) Tony Lagerström 46:45 Oscar Möller 49:09 (PP1) Tobias Forsberg 59:53 |               |

| 30. prosinec, 2007 18:00 | Dánsko | 3–4 | Slovensko | ČEZ Arena Diváků: 468 |
|                          | Dánsko |     | Slovensko |                       |

| Souhrn zápasu | Souhrn zápasu                                                            | Souhrn zápasu | Souhrn zápasu                                                                      | Souhrn zápasu |
| ------------- | ------------------------------------------------------------------------ | ------------- | ---------------------------------------------------------------------------------- | ------------- |
|               | Mikkel Bødker 43:36 (PP1) Nichlas Hardt 48:01 Morten Poulsen 59:35 (PP1) |               | Ivan Roháč 8:25 (PP1) Matej Češík 27:43 Erik Čaládi 31:06 (PP2) Marek Slovák 48:24 |               |

| 31. prosinec, 2007 14:00 | Švédsko | 4–2 | Česko | ČEZ Arena Diváků: 6,272 |
|                          | Švédsko |     | Česko |                         |

| Souhrn zápasu | Souhrn zápasu                                                                         | Souhrn zápasu | Souhrn zápasu                                  | Souhrn zápasu |
| ------------- | ------------------------------------------------------------------------------------- | ------------- | ---------------------------------------------- | ------------- |
|               | Oscar Möller 4:11 Patrik Berglund 23:37 (PP2) Thomas Larsson 24:42 Robin Figren 41:26 |               | Antonín Bořuta 40:44 (PP1) Jakub Sklenář 50:10 |               |

| 31. prosinec, 2007 18:00 | Kanada | 4-1 | Dánsko | ČEZ Arena Diváků: 1,158 |
|                          | Kanada |     | Dánsko |                         |

| Souhrn zápasu | Souhrn zápasu                                                                | Souhrn zápasu | Souhrn zápasu             | Souhrn zápasu |
| ------------- | ---------------------------------------------------------------------------- | ------------- | ------------------------- | ------------- |
|               | Shawn Matthias 12:44 (PP1) John Tavares 18:08 Kyle Turris 28:18, 54:42 (PP1) |               | Mikkel Bødker 49:36 (PP2) |               |

### Základní skupina B
| Tým           | Z | V | VP | PP | P | GS | GI | B  |
| ------------- | - | - | -- | -- | - | -- | -- | -- |
| 1. USA        | 4 | 4 | 0  | 0  | 0 | 17 | 8  | 12 |
| 2. Rusko      | 4 | 3 | 0  | 0  | 1 | 18 | 14 | 9  |
| 3. Finsko     | 4 | 1 | 1  | 0  | 2 | 16 | 15 | 5  |
| 4. Kazachstán | 4 | 1 | 0  | 0  | 3 | 8  | 16 | 3  |
| 5. Švýcarsko  | 4 | 0 | 0  | 1  | 3 | 9  | 15 | 1  |

Rozlosování
| 26. prosinec, 2007 16:00 | USA | 5–1 | Kazachstán góly1 = James van Riemsdyk 19:57 Rhett Rakhshani 24:58 Mike Carman 26:23 Colin Wilson 44:11 (PP1) Kyle Okposo 57:43 | Tipsport Arena Diváků: 1,029 |
|                          | USA |     | Kazachstán góly1 = James van Riemsdyk 19:57 Rhett Rakhshani 24:58 Mike Carman 26:23 Colin Wilson 44:11 (PP1) Kyle Okposo 57:43 |                              |

| Souhrn zápasu | Souhrn zápasu | Souhrn zápasu | Souhrn zápasu               | Souhrn zápasu |
| ------------- | ------------- | ------------- | --------------------------- | ------------- |
|               | {{{góly1}}}   |               | Alexandr Kuršuk 14:46 (PP1) |               |

| 26. prosinec, 2007 20:00 | Finsko | 4–7 | Rusko | Tipsport Arena Diváků: 1,720 |
|                          | Finsko |     | Rusko |                              |

| Souhrn zápasu | Souhrn zápasu                                                                              | Souhrn zápasu | Souhrn zápasu | Souhrn zápasu |
| ------------- | ------------------------------------------------------------------------------------------ | ------------- | --- | ------------- |
|               | Nico Aaltonen 07:20 (PP1) Joonas Jalvanti 15:02 (PP1) Juuso Puustinen 43:33 Max Wärn 43:59 |               | Marat Kalimulin 11:47 (PP1) Jevgenij Bordov 26:26 Vadim Golubcov 27:32 (PP1) Arťom Anisimov 32:34 Anton Korolev 34:32 Viktor Tichonov 40:25 (PP1) Dmitrij Kugryšev 56:22 |               |

| 27. prosinec, 2007 16:00 | Kazachstán | 4–5 | Rusko | Tipsport Arena Diváků: 796 |
|                          | Kazachstán |     | Rusko |                            |

| Souhrn zápasu | Souhrn zápasu                                                                                      | Souhrn zápasu | Souhrn zápasu | Souhrn zápasu |
| ------------- | -------------------------------------------------------------------------------------------------- | ------------- | --- | ------------- |
|               | Jevgenij Rymarev 03:58 Konstantin Savenkov 14:21 Jakov Vorobjov 35:47 (PP1) Michail Kachulin 53:10 |               | Viktor Tichonov 20:25 (PP1) Alexej Čerepanov 21:19 Jevgenij Kurbatov 31:37 Arťom Gordejev 36:27 Jurij Alexandrov 53:30 |               |

| 27. prosinec, 2007 20:00 | Finsko | 4–3 P | Švýcarsko | Tipsport Arena Diváků: 980 |
|                          | Finsko |       | Švýcarsko |                            |

| Souhrn zápasu | Souhrn zápasu                                                                            | Souhrn zápasu | Souhrn zápasu                                               | Souhrn zápasu |
| ------------- | ---------------------------------------------------------------------------------------- | ------------- | ----------------------------------------------------------- | ------------- |
|               | Juuso Puustinen 17:36 (PP1) Harri Pesonen 22:45 Jarkko Malinen 43:05 Sakari Salminen GWG |               | Kevin Lotscher 09:37 Reto Suri 14:47 Gregory Sciaroni 59:14 |               |

| 28. prosinec, 2007 18:00 | Švýcarsko | 2–4 | USA | Tipsport Arena Diváků: 1,222 |
|                          | Švýcarsko |     | USA |                              |

| Souhrn zápasu | Souhrn zápasu                                   | Souhrn zápasu | Souhrn zápasu                                                                                    | Souhrn zápasu |
| ------------- | ----------------------------------------------- | ------------- | ------------------------------------------------------------------------------------------------ | ------------- |
|               | Andrej Bykov 24:17 Arnaud Jacquemet 55:45 (PP1) |               | Colin Wilson 05:08 (PP1), 49:30 (PP2) Bobby Sanguinetti 22:57(PP1) James vanRiemsdyk 42:27 (PP2) |               |

| 29. prosinec, 2007 16:00 | Kazachstán | 0–5 | Finsko | Tipsport Arena Diváků: 1,354 |
|                          | Kazachstán |     | Finsko |                              |

| Souhrn zápasu | Souhrn zápasu | Souhrn zápasu | Souhrn zápasu                                                                                              | Souhrn zápasu |
| ------------- | ------------- | ------------- | --- | ------------- |
|               |               |               | Nico Aaltonen 02:59 Joonas Kemppainen 23:37 (PP1), 26:37 Niclas Lucenius 46:17 (PP2) Juuso Puustinen 48:30 |               |

| 29. prosinec, 2007 20:00 | Rusko | 2–3 | USA | Tipsport Arena Diváků: 4,654 |
|                          | Rusko |     | USA |                              |

| Souhrn zápasu | Souhrn zápasu                                | Souhrn zápasu | Souhrn zápasu                                                                | Souhrn zápasu |
| ------------- | -------------------------------------------- | ------------- | ---------------------------------------------------------------------------- | ------------- |
|               | Alexej Čerepanov 28:36 Viktor Tichonov 54:36 |               | Tyler Ruegsegger 11:31 (PP2) James vanRiemsdyk 43:01 (PP1) Mike Carman 47:44 |               |

| 30. prosinec, 2007 18:00 | Švýcarsko | 1–3 | Kazachstán | Tipsport Arena Diváků: 513 |
|                          | Švýcarsko |     | Kazachstán |                            |

| Souhrn zápasu | Souhrn zápasu             | Souhrn zápasu | Souhrn zápasu                                           | Souhrn zápasu |
| ------------- | ------------------------- | ------------- | ------------------------------------------------------- | ------------- |
|               | Yannick Weber 53:49 (PP1) |               | Jakov Vorobjev 7:39, 28;19 (PP1) Jevgenij Rymarev 59:07 |               |

| 31. prosinec, 2007 14:00 | Rusko | 4–3 | Švýcarsko | Tipsport Arena Diváků: 551 |
|                          | Rusko |     | Švýcarsko |                            |

| Souhrn zápasu | Souhrn zápasu                                                                              | Souhrn zápasu | Souhrn zápasu                                                     | Souhrn zápasu |
| ------------- | ------------------------------------------------------------------------------------------ | ------------- | ----------------------------------------------------------------- | ------------- |
|               | Anton Korolev 1:31 Dmitrij Sajustov 20:46 (PP2) Arťom Gordejev 37:49 Viktor Tichonov 55:31 |               | Arnauld Jacquemet 9:41 (PP1) Dino Wieser 28:45 Marco Maurer 57:40 |               |

| 31. prosinec, 2007 18:00 | USA | 5–3 | Finsko | Tipsport Arena Diváků: 1,133 |
|                          | USA |     | Finsko |                              |

| Souhrn zápasu | Souhrn zápasu                                                                        | Souhrn zápasu | Souhrn zápasu                                                           | Souhrn zápasu |
| ------------- | ------------------------------------------------------------------------------------ | ------------- | ----------------------------------------------------------------------- | ------------- |
|               | Colin Wilson 9:29, 13:20 (PP1), 21:43 Tyler Ruegsegger 24:44 James vanRiemsdyk 29:14 |               | Nico Aaltonen 50:52 (PP1) Mikko Kousa 55:21 (PP1) Niclas Lucenius 59:14 |               |

## Skupina o udržení
| Tým           | Z | V | VP | PP | P | GS | GI | B |
| ------------- | - | - | -- | -- | - | -- | -- | - |
| 7. Slovensko  | 3 | 3 | 0  | 0  | 0 | 17 | 4  | 9 |
| 8. Kazachstán | 3 | 2 | 0  | 0  | 1 | 9  | 13 | 6 |
| 9. Švýcarsko  | 3 | 1 | 0  | 0  | 2 | 8  | 10 | 3 |
| 10. Dánsko    | 3 | 0 | 0  | 0  | 3 | 8  | 15 | 0 |

Poznámka: Zápasy  Dánsko 3–4  Slovensko a  Švýcarsko 1–3  Kazachstán se započítávaly ze základní skupiny.
Rozlosování
| 2. leden, 2008 16:00 | Slovensko | 5–2 | Švýcarsko | Tipsport Arena Diváků: 564 |
|                      | Slovensko |     | Švýcarsko |                            |

| Souhrn zápasu | Souhrn zápasu | Souhrn zápasu | Souhrn zápasu                                     | Souhrn zápasu |
| ------------- | --- | ------------- | ------------------------------------------------- | ------------- |
|               | Marek Slovák 5:50 (PP1) Dalibor Jančovič 31:13 Tomáš Marcinko 39:48 Erik Čaládi 58:54 (ENG) Juraj Mikuš 59:51 (ENG) |               | Etienne Froidevaux 40:40 Aurelio Lemm 46:07 (PP1) |               |

| 2. leden, 2008 20:00 | Kazachstán | 6–3 | Dánsko | Tipsport Arena Diváků: 149 |
|                      | Kazachstán |     | Dánsko |                            |

| Souhrn zápasu | Souhrn zápasu | Souhrn zápasu | Souhrn zápasu                                                 | Souhrn zápasu |
| ------------- | --- | ------------- | ------------------------------------------------------------- | ------------- |
|               | Jevgenij Gasnikov 08:53 (PP1) Jakov Vorobjev 33:42 Jevgenij Rymarev 38:36 (SH1), 52:08 (PP1), 59:11 (ENG), 59:25 (ENG) |               | Lars Eller 22:38 (PP1), 38:59 (PP1) Nichlas Hardt 43:43 (PP1) |               |

| 3. leden, 2008 16:00 | Švýcarsko | 5–2 | Dánsko | Tipsport Arena Diváků: 251 |
|                      | Švýcarsko |     | Dánsko |                            |

| Souhrn zápasu | Souhrn zápasu                                                                                      | Souhrn zápasu | Souhrn zápasu                              | Souhrn zápasu |
| ------------- | -------------------------------------------------------------------------------------------------- | ------------- | ------------------------------------------ | ------------- |
|               | Yannick Weber 15:31 Aurelio Lemm 32:36, 39:29 (PP1) Reto Suri 43:12 Roman Schlagenhauf 58:37 (PP1) |               | Lars Eller 04:38 Philip Larsen 26:57 (PP1) |               |

| 3. leden, 2008 20:00 | Slovensko | 8–0 | Kazachstán | Tipsport Arena Diváků: 564 |
|                      | Slovensko |     | Kazachstán |                            |

| Souhrn zápasu | Souhrn zápasu | Souhrn zápasu | Souhrn zápasu | Souhrn zápasu |
| ------------- | --- | ------------- | ------------- | ------------- |
|               | Oliver Ďuriš 6:40 David Skokan 14:00 (PP1), 19:39 (PP2) Ivan Roháč 15:45 Erik Čaládi 32:33 (PP1) Patrik Lušňák 35:13 (PP1), 37:32 Dalibor Jančovič 50:05 |               |               |               |

 Dánsko a  Švýcarsko sestoupily do I. divize na Mistrovství světa juniorů v ledním hokeji 2009

## Play off

### Čtvrtfinále
| 2. leden, 2008 16:00 | Kanada | 4–2 | Finsko | ČEZ Arena Diváků: 5,187 |
|                      | Kanada |     | Finsko |                         |

| Souhrn zápasu | Souhrn zápasu                                                                               | Souhrn zápasu | Souhrn zápasu                                     | Souhrn zápasu |
| ------------- | ------------------------------------------------------------------------------------------- | ------------- | ------------------------------------------------- | ------------- |
|               | John Tavares 27:23 (PP1) Steven Stamkos 42:20 Brad Marchand 50:32 Stefan Legein 59:30 (ENG) |               | Juuso Puustinen 7:23 Jan-Mikael Juutilainen 45:42 |               |

| 2. leden, 2008 20:00 | Rusko | 4–1 | Česko | ČEZ Arena Diváků: 8,420 |
|                      | Rusko |     | Česko |                         |

| Souhrn zápasu | Souhrn zápasu                                                                             | Souhrn zápasu | Souhrn zápasu     | Souhrn zápasu |
| ------------- | ----------------------------------------------------------------------------------------- | ------------- | ----------------- | ------------- |
|               | Jakov Seleznev 27:58 Viktor Tichonov 35:04 (PP1) Nikita Filatov 36:57 Anton Korolev 50:10 |               | Radek Meidl 37:20 |               |

### O 5. místo
| 3. leden, 2008 18:00 | Česko | 5–1 | Finsko | ČEZ Arena Diváků: 483 |
|                      | Česko |     | Finsko |                       |

| Souhrn zápasu | Souhrn zápasu | Souhrn zápasu | Souhrn zápasu | Souhrn zápasu |
| ------------- | --- | ------------- | ------------- | ------------- |
|               | Daniel Bártek 26:44 Michael Frolík 27:59 Tomáš Kundrátek 39:20 (PP1) Zbyněk Hampl 47:46 Martin Látal 57:07 (ENG) |               | Harri Pesonen |               |

### Semifinále
| 4. leden, 2008 16:00 | Švédsko | 2–1 P | Rusko | ČEZ Arena Diváků: 3,286 |
|                      | Švédsko |       | Rusko |                         |

| Souhrn zápasu | Souhrn zápasu                                  | Souhrn zápasu | Souhrn zápasu        | Souhrn zápasu                                                                       |
| ------------- | ---------------------------------------------- | ------------- | -------------------- | ----------------------------------------------------------------------------------- |
|               | Robin Figren 51:50 (PP1) Mikael Backlund 66:18 |               | Nikita Filatov 38:27 | Rozhodčí: Vladimír Šindler Danny Kurmann Čárový/í rozhodčí: Jeff Jobson Petr Blümel |

| 4. leden, 2008 20:00 | USA | 1–4 | Kanada | ČEZ Arena Diváků: 5,621 |
|                      | USA |     | Kanada |                         |

| Souhrn zápasu | Souhrn zápasu           | Souhrn zápasu | Souhrn zápasu                                                                         | Souhrn zápasu                                                                                        |
| ------------- | ----------------------- | ------------- | ------------------------------------------------------------------------------------- | --- |
|               | James vanRiemsdyk 53:26 |               | Shawn Matthias 22:46 Karl Alzner 30:00 (PP1) Colton Gillies 47:04 Brad Marchand 47:24 | Rozhodčí: Christer Lärking Jyri-Petteri Rönn Čárový/í rozhodčí: Mikko Kekäläinen Konstantin Gorděnko |

### Zápas o bronz
| 5. leden, 2008 16:00 | USA | 2–4 | Rusko | ČEZ Arena Diváků: 5,468 |
|                      | USA |     | Rusko |                         |

| Souhrn zápasu | Souhrn zápasu                                      | Souhrn zápasu | Souhrn zápasu                                                                         | Souhrn zápasu                                                                            |
| ------------- | -------------------------------------------------- | ------------- | ------------------------------------------------------------------------------------- | ---------------------------------------------------------------------------------------- |
|               | Rhett Rakhshani 30:47 Jordan Schroeder 53:39 (PP2) |               | Alexej Čerepanov 3:59 Jevgenij Kurbatov 11:04 (PP1) Nikita Filatov 16:57, 21:30 (PP1) | Rozhodčí: Danny Kurmann Jyri-Petteri Rönn Čárový/í rozhodčí: Jeff Jobson Felix Winnekens |

### Finále
| 5. leden, 2008 20:00 | Švédsko | 2–3 P | Kanada | ČEZ Arena Diváků: 7,480 |
|                      | Švédsko |       | Kanada |                         |

| Souhrn zápasu | Souhrn zápasu                                      | Souhrn zápasu | Souhrn zápasu                                                        | Souhrn zápasu                                                                           |
| ------------- | -------------------------------------------------- | ------------- | -------------------------------------------------------------------- | --------------------------------------------------------------------------------------- |
|               | Jonathan Carlsson 45:13 (PP1) Thomas Larsson 59:22 |               | Brad Marchand 1:27 Claude Giroux 17:01 (PP1) Matthew Halischuk 63:36 | Rozhodčí: Vladimír Šindler Vjačeslav Bulanov Čárový/í rozhodčí: Peter Feola Milan Mášik |

## Statistiky

### Tabulka produktivity
| Poř. | Hráč               | Stát       | Z | G | A | B  | +/− | TM |
| ---- | ------------------ | ---------- | - | - | - | -- | --- | -- |
| 1    | James van Riemsdyk | USA        | 6 | 5 | 6 | 11 | +4  | 2  |
| 2    | Nikita Filatov     | Rusko      | 7 | 4 | 5 | 9  | +7  | 10 |
| 3    | Marek Slovák       | Slovensko  | 6 | 2 | 7 | 9  | +2  | 12 |
| 4    | Kyle Turris        | Kanada     | 7 | 4 | 4 | 8  | +3  | 2  |
| 5    | Arnaud Jacquemet   | Švýcarsko  | 6 | 2 | 6 | 8  | +1  | 4  |
| 6    | David Skokan       | Slovensko  | 6 | 2 | 6 | 8  | +1  | 6  |
| 7    | Jordan Schroeder   | USA        | 6 | 1 | 7 | 8  | +1  | 2  |
| 8    | Jevgenij Rymarev   | Kazachstán | 6 | 6 | 1 | 7  | +2  | 0  |
| 9    | Colin Wilson       | USA        | 5 | 6 | 1 | 7  | +2  | 4  |
| 10   | Robin Figren       | Švédsko    | 6 | 5 | 2 | 7  | +4  | 2  |

### Úspěšnost brankářů
(odchytáno minimálně 40% minut svého týmu)
| Poř. | Hráč              | Země      | Min. | IG | Pr. G/Z | % úsp. zák. | Čistá konta |
| ---- | ----------------- | --------- | ---- | -- | ------- | ----------- | ----------- |
| 1    | Steve Mason       | Kanada    | 303  | 6  | .951    | 1.19        | 2           |
| 2    | Július Hudáček    | Slovensko | 359  | 16 | .921    | 2.67        | 1           |
| 3    | Sergej Bobrovskij | Rusko     | 366  | 15 | .916    | 2.46        | 0           |
| 4    | Michal Neuvirth   | Česko     | 240  | 10 | .910    | 2.50        | 0           |
| 5    | Jhonas Enroth     | Švédsko   | 309  | 12 | .905    | 2.33        | 0           |

### Turnajová ocenění
|                            | Brankář                           | Obránce      | Obránce       | Útočníci        | Útočníci           | Útočníci        |
| -------------------------- | --------------------------------- | ------------ | ------------- | --------------- | ------------------ | --------------- |
| Ceny direktoriátu IIHF     | Steve Mason (Nejužitečnější hráč) | Drew Doughty | Drew Doughty  | Viktor Tichonov | Viktor Tichonov    | Viktor Tichonov |
| All-Star Tým (podle médií) | Steve Mason                       | Drew Doughty | Victor Hedman | Viktor Tichonov | James van Riemsdyk | Patrik Berglund |

## Konečné umístění
|                  | Tým        |
| ---------------- | ---------- |
| Zlatá medaile    | Kanada     |
| Stříbrná medaile | Švédsko    |
| Bronzová medaile | Rusko      |
| 4.               | USA        |
| 5.               | Česko      |
| 6.               | Finsko     |
| 7.               | Slovensko  |
| 8.               | Kazachstán |
| 9.               | Švýcarsko  |
| 10.              | Dánsko     |

## Soupisky
Kanada
Jonathan Bernier, Steve Mason, Karl Alzner, Drew Doughty, Josh Godfrey, Thomas Hickey, Logan Pyett, Luke Schenn, P. K. Subban, Zach Boychuk,Colton Gillies, Claude Giroux, Matthew Halischuk, Riley Holzapfel, Stefan Legien, Brad Marchand, Shawn Matthias, Wayne Simmonds, Steven Stamkos,Brandon Sutter, John Tavares, Kyle Turris

Trenér: Craig Hartsburg
  Švédsko
Jhonas Enroth, Stefan Ridderwall, Niclas Andersén, Kristoffer Berglund, Jonathan Carlsson, Oscar Eklund, Victor Hedman, Eric Moe, Johan Motin,Johan Alcén, Joakim Andersson, Mikael Backlund, Patrik Berglund, Robin Figren, Tobias Forsberg, Carl Hagelin, Mario Kempe, Tony Lagerström,Thomas Larsson, Patrik Lundh, Oscar Möller, Magnus Pääjärvi

Trenér: Pär Mårts
  Rusko
Sergej Bobrovskij, Stanislav Galimov, Jurij Alexandrov, Maxim Čudinov, Pavel Doronin, Marat Kalimulin, Jevgenij Kurbatov, Jakov Selezněv, Vjačeslav Vojnov, Arťom Anisimov, Jevgenij Bodrov, Alexej Čerepanov, Jevgenij Dadonov, Nikita Filatov, Vadim Golubcov, Arťom Gordějev, Anton Koroljov, Dmitrij Kugryšev, Maxim Mamin, Michail Milechin, Dmitrij Sajustov, Viktor Tichonov

Trenér: Sergej Němčinov

5. místo  Česko
Michal Neuvirth, Jakub Kovář, náhradník Lukáš Daneček – Antonín Bořuta (1), Jan Piskáček, Martin Parýzek, Michal Jordán, Tomáš Kundrátek (1), Patrik Prokop, Jiří Suchý – Jakub Voráček, Michael Frolík (5), David Květoň, Jakub Sklenář (4), Jiří Ondráček, Daniel Bártek (2), Martin Látal (2), Radek Meidl (1), Zbyněk Hampl (1), Petr Strapáč (1), Roman Szturc, Pavel Kuběna, Jan Semorád.

Trenéři: Miloslav Hořava, Radim Rulík a Ondřej Weissmann.

## 1. divize
Turnaj skupiny A se uskutečnil od 9. do 15. prosince v Bad Tölzu v Německu a turnaj skupiny B od 12. do 18. prosince v Rize v Lotyšsku.

### Skupina A
| Tým         | Z | V | VP | PP | P | GS | GI | B  |
| ----------- | - | - | -- | -- | - | -- | -- | -- |
| 1. Německo  | 5 | 5 | 0  | 0  | 0 | 42 | 6  | 15 |
| 2. Rakousko | 5 | 4 | 0  | 0  | 1 | 36 | 11 | 12 |
| 3. Norsko   | 5 | 3 | 0  | 0  | 2 | 19 | 16 | 9  |
| 4. Polsko   | 5 | 1 | 0  | 1  | 3 | 7  | 24 | 4  |
| 5. Ukrajina | 5 | 0 | 1  | 1  | 3 | 10 | 26 | 3  |
| 6. Litva    | 5 | 0 | 1  | 0  | 4 | 8  | 39 | 2  |

 Německo postoupilo mezi elitu, zatímco  Litva sestoupila do 2. divize na Mistrovství světa juniorů v ledním hokeji 2009

### Skupina B
| Tým               | Z | V | VP | PP | P | GS | GI | B  |
| ----------------- | - | - | -- | -- | - | -- | -- | -- |
| 1. Lotyšsko       | 5 | 4 | 0  | 0  | 1 | 28 | 9  | 12 |
| 2. Bělorusko      | 5 | 4 | 0  | 0  | 1 | 21 | 8  | 12 |
| 3. Slovinsko      | 5 | 3 | 1  | 0  | 1 | 17 | 8  | 11 |
| 4. Maďarsko       | 5 | 2 | 0  | 0  | 3 | 17 | 21 | 6  |
| 5. Francie        | 5 | 1 | 0  | 0  | 4 | 14 | 29 | 3  |
| 6. Velká Británie | 5 | 0 | 0  | 1  | 4 | 8  | 30 | 1  |

 Lotyšsko postoupilo mezi elitu, zatímco  Velká Británie sestoupila do 2. divize na Mistrovství světa juniorů v ledním hokeji 2009

## 2. divize
Turnaj skupiny A se uskutečnil od 9. do 15. prosince v Canazei v Itálii a turnaj skupiny B od 10. do 16. prosince v Tallinnu v Estonsku.

### Skupina A
| Tým            | Z | V | VP | PP | P | GS | GI | B  |
| -------------- | - | - | -- | -- | - | -- | -- | -- |
| 1. Itálie      | 5 | 5 | 0  | 0  | 0 | 37 | 8  | 15 |
| 2. Japonsko    | 5 | 4 | 0  | 0  | 1 | 37 | 7  | 12 |
| 3. Jižní Korea | 5 | 3 | 0  | 0  | 2 | 18 | 11 | 9  |
| 4. Belgie      | 5 | 1 | 1  | 0  | 3 | 12 | 21 | 5  |
| 5. Rumunsko    | 5 | 1 | 0  | 1  | 3 | 13 | 30 | 4  |
| 6. Island      | 5 | 0 | 0  | 0  | 5 | 7  | 47 | 0  |

 Itálie postoupila do 1. divize, zatímco  Island sestoupil do 3. divize na Mistrovství světa juniorů v ledním hokeji 2009

### Skupina B
| Tým           | Z | V | VP | PP | P | GS | GI | B  |
| ------------- | - | - | -- | -- | - | -- | -- | -- |
| 1. Estonsko   | 5 | 4 | 1  | 0  | 0 | 35 | 8  | 14 |
| 2. Nizozemsko | 5 | 4 | 0  | 1  | 0 | 36 | 5  | 13 |
| 3. Chorvatsko | 5 | 3 | 0  | 0  | 2 | 24 | 19 | 9  |
| 4. Španělsko  | 5 | 2 | 0  | 0  | 3 | 24 | 27 | 6  |
| 5. Mexiko     | 5 | 1 | 0  | 0  | 4 | 8  | 27 | 3  |
| 6. Čína       | 5 | 0 | 0  | 0  | 5 | 8  | 49 | 0  |

 Estonsko postoupilo do 1. divize, zatímco  Čína sestoupila do 3. divize na Mistrovství světa juniorů v ledním hokeji 2009

## 3. divize
Turnaj se uskutečnil od 16. do 24. prosince v Bělehradě v Srbsku.
| Tým            | Z | V | VP | PP | P | GS | GI | B  |
| -------------- | - | - | -- | -- | - | -- | -- | -- |
| 1. Nový Zéland | 6 | 6 | 0  | 0  | 0 | 66 | 15 | 18 |
| 2. Srbsko      | 6 | 5 | 0  | 0  | 1 | 55 | 7  | 15 |
| 3. Arménie     | 6 | 4 | 0  | 0  | 2 | 47 | 23 | 12 |
| 4. Austrálie   | 6 | 3 | 0  | 0  | 3 | 44 | 23 | 9  |
| 5. JAR         | 6 | 2 | 0  | 0  | 4 | 26 | 52 | 6  |
| 6. Turecko     | 6 | 1 | 0  | 0  | 5 | 18 | 62 | 3  |
| 7. Bulharsko   | 6 | 0 | 0  | 0  | 6 | 10 | 84 | 0  |

 Nový Zéland a  Srbsko postoupili do II. divize na Mistrovství světa juniorů v ledním hokeji 2009